# Burbuja unicornio

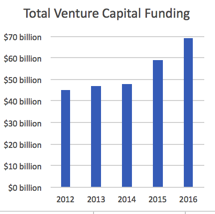
Financiación total por año de capital de riesgo entre 2012 y 2016. Medido en USD

Una burbuja unicornio (en inglés: Unicorn bubble) es un término para referirse a la existencia teórica de una burbuja económica cuando inversores de riesgo sobreestiman el valor de una empresa unicornio. Esto puede ocurrir cuando la empresa no ha salido a bolsa o recibe una inversión inicial pública. Una empresa unicornio es una startup valorada en mil millones de dólares estadounidenses o más.

## Prevención
Dos de las soluciones más aceptadas son: una mayor moderación en la financiación por parte de inversores de riesgo e inversores ángel y más enfoque en la prudencia por parte de las startups. La causa raíz de la burbuja unicornio está en el rápido crecimiento de las actividades de inversión y tasación, mientras la mayoría de las startups siguen sin ser rentables. Esto no parece que vaya a cambiar. La mayoría de las startups nunca serán rentables en el momento de la financiación y utilizarán la financiación para aumentar los ingresos y, más importante aún, la rentabilidad. Sin embargo, es posible reducir el riesgo de este tipo de inversiones y mitigar los riesgos que favorecen la burbuja si se reduce el tamaño de las inversiones y se usa medidas más estrictas durante la tasación. Asimismo, reducir el burn rate es la clave que para que una startup sea estable y pueda cumplir las expectativas.  